# Мелеагар
Мелеагар је у грчкој митологији био јунак мита о лову на Калидонског вепра, Енејев и Алтејин син. Његова деца су, према Хигину, Партенопеј и према Аполодору — Полидора, коју је имао са Аталантом.

## Митологија
Енеј је након једне жетве заборавио да принесе жртву Артемиди и она га је казнила тако што је послала вепра који је пустошио калидонске винограде и поља. Зато је Мелеагар сакупио ловце из разних грчких градова и они су после шест дана лова убили вепра. Предања наводе многе познате грчке јунаке. Тада је Артемида изазвала сукоб између Етолаца и Курета око трофеја, главе и коже убијене животиње. На страни Етолаца, као њихов принц, Мелеагар је успешно потискивао Курете, али када је побио своје ујаке, мајка га је проклела. То је Мелеагра нагнало да напусти бој, па су Курети искористили предност и угрозили град. Ипак, Мелеагар није желео да се врати у бој, без обзира што су му становници обећали велику награду, па га је чак и отац на коленима молио. Тек је његова супруга Клеопатра (или Алкиона) успела да га наговори. Он је успео да победи непријатеља, али обећану награду није добио, јер је умро, пошто је његова мајка бацила цепаницу од које му је зависио живот у ватру. Наиме, мојре су прорекле да ће он умрети када та цепаница изгори, па ју је зато његова мајка до тада чувала скривену у ковчегу. Мелеагар је осетио огањ у својој утроби, али је јуначки трпео болове, мада је проклињао судбину која му је донела кукавичку смрт. Оплакивао га је цео Калидон, посебно његове сестре, Мелеагриде. Херакле је срео његову сен у подземљу и она му је испричала своју судбину и замолила да узме његову сестру, Дејаниру за супругу.

## У уметности
Приказиван је како лови Калидонског вепра, а сам лов је био заступљен у ликовној уметности почевши од прве половине VI века п. н. е.